# Museo de la Romanidad de Nimes
El Museo de la Romanidad de Nimes  (en francés: Musée de la Romanité de Nîmes) es un museo situado frente al anfiteatro romano de Nimes, en el departamento del Gard y la región de Occitania. Se inauguró el 2 de junio de 2018.
En el corazón de la ciudad de Nimes, frente a la arena bimilenaria, este museo arqueológico  presenta las colecciones de la ciudad, que cobran vida gracias a 65 dispositivos multimedia (realidad aumentada, tecnologías audiovisuales). Los orígenes de Nimes son evocados por los restos de un frontón monumental que adorna el atrio central del museo. La escalera de doble revolución lleva al visitante al período galo, y luego al corazón de la vida cotidiana romana, para descubrir la ciudad y sus habitantes de hace casi 2000 años. Luego atraviesa la Edad Media, hasta el día de hoy, para descubrir la influencia de la romanidad a lo largo de los siglos.
En la arquitectura contemporánea de Elizabeth de Portzamparc, una toga de vidrio plisada cuyas hojas de vidrio evocan un mosaico, este lugar es a la vez un museo de ciencias, un restaurante y un jardín mediterráneo. Su azotea ofrece una vista de 360° de los lugares más emblemáticos de Nimes.

## Nacimiento del museo
En 2006-2007, se estaban realizando excavaciones arqueológicas preventivas en los callejones de Jaurès antes de los trabajos. Durante su investigación se descubrieron una domus (casa romana) y dos mosaicos  llamados Aquiles y Penteo en excelente estado de conservación. Estas piezas son descritas por los especialistas como «las piezas más bellas después de las de Pompeya». Este descubrimiento reforzóel deseo de Jean-Paul Fournier, alcalde de Nimes, de crear un nuevo museo contemporáneo. En efecto, deseaba presentar estas obras de arte extremadamente raras conservando las que se encontraban en el antiguo Museo Arqueológico de Nîmes que databa del siglo XIX.
Tras un concurso de arquitectura en su fase final entre tres arquitectos, Rudy Ricciotti, Elizabeth de Portzamparc y Richard Meier, los tres proyectos se expusieron en mayo de 2012 en el Carré d'art y el jurado eligió el proyecto de Elizabeth de Portzamparc.
La piedra inaugural del museo se colocó el 11 de mayo de 2015.
El 15 de diciembre de ese mismo año, las piezas arqueológicas monumentales de la colección y en torno a los cuales se construye el museo, como los mosaicos de Belerofonte y los miliarios romanos, expuestos anteriormente en el Museo Arqueológico del Claustro de los Jesuitas, fueron trasladados al recinto del museo mediante grúas.
El 2 de mayo de 2016 el proyecto del museo ganó el Future Heritage Award, que recompensa la más bella creación contemporánea que cree una futura herencia cultural.
Después de más de cinco años de estudio y trabajo, el museo se abrió al público el 2 de junio de 2018.

## Historia de la construcción
| Date               | Étape                                                                                             |
| ------------------ | ------------------------------------------------------------------------------------------------- |
| junio de 2011      | Lanzamiento del concurso internacional de arquitectura.                                           |
| octubre de 2011    | Jurado del concurso para el análisis de las 103 solicitudes recibidas y la elección de 3 equipos. |
| abril de 2012      | Jurado para la selección del proyecto ganador.                                                    |
| mayo de 2012       | Consejo municipal excepcional que respalda la elección del proyecto ganador.                      |
| principios de 2013 | Presentación del permiso de construcción.                                                         |
| agosto de 2013     | Informe y conclusiones del comisario de Investigación y los resultados de la encuesta pública.    |
| octubre de 2013    | Entrega del permiso de construcción.                                                              |
| 2014               | Demoliciones y preparación de los trabajos.                                                       |
| mayo de 2015       | Comienzo de la construcción y colocación de la primera piedra.                                    |
| finales de 2016    | Livraison du bâtiment et installation des collections.                                            |
| junio de 2018      | Apertura al público.                                                                              |

## Colección permanente

### Período prerromano (sigloVII-sigloIa.C.)
El museo de la Romanidad ofrece una inmersión en la vida cotidiana de los romanos y el descubrimiento de una casa gala completamente reconstruida. Además, la inmersión se acentúa por la presencia de varios dispositivos multimedia.

### El período romano (sigloIa.C.-sigloIIId.C.)
La colección del museo presenta una multitud de objetos cotidianos. Hay descubrimientos sobre urbanismo, vivienda, hábitos cotidianos, pero también sobre el modo de vida de los romanos. Entre las piezas más espectaculares se encuentra el mosaico de Penteo, o la reconstrucción de la Domus Villa Roma.

### El período medieval (siglos X-XV)
Durante el período medieval, la ciudad se contrajo y algunos restos antiguos fueron enterrados o reutilizados. La Arena se transformó en un recinto fortificado, con viviendas y lugares de culto en su centro. La iglesia de San Martín fue destruida en 1622, y las casas de la Arena se demolieron entre 1786 y 1809. Del lugar de culto quedan algunos bloques de bajorrelieves tallados, que datan de los comienzos del siglo XIVmezclando temas de inspiración profana o religiosa, conservados en el Museo Lapidario, y después trasladados a este nuevo museo. Estos bajorrelieves son una de las ilustraciones de este período medieval. También hay varios objetos, esculturas, etc.

## Directores generales
- 2018 : Bernard Reilhac (dimisionario).[15]
- interino:  Frederic Escojido: de noviembre de 2018 a junio de 2019.
- desde 2019: Fabrice Cavillon.